# X-Men: Schism
X-Men: Schism est une série de comics publiée en 5 numéros par Marvel Comics. Elle est initialement publiée entre juillet et octobre 2011. À cette série s'ajoutent des numéros en complément (prologues, tie-ins et épilogue). La série est écrite par Jason Aaron et voit se succéder différents dessinateurs.
Cet évènement est important dans l'histoire des X-Men car il en résulte une séparation des mutants en deux équipes : celle de Wolverine et celle de Cyclope,.

## Résumé
Cyclope se rend aux Nations unies pour demander l'arrêt de la production de Sentinelles de la part de tous les pays. Le bâtiment est alors attaqué une première fois par le mutant Quentin Quire puis par un groupe de Sentinelles. Celles-ci sont contrôlées par Kade Kilgore, un enfant qui a tué son père afin de prendre sa place de PDG au sein d'une entreprise qui construit ces Sentinelles. En parallèle celui-ci devient président du Hellfire Club.
Quentin Quire trouve asile sur Utopia, la base des X-Men et refuge mutants à proximité de San Francisco. La décision d'accueillir Quire est très mal perçue par Wolverine. À la suite des évènements de E comme Extinction (en) et de House of M ce qui rend les mutants vulnérables. Après les attaques, des pays décident de lancer la production de Sentinelles pour contrer la menace mutante. Celles-ci se mettent à attaquer également les humains. Cyclope lance alors ses X-Men à travers le monde pour combattre les robots. En parallèle une délégation se rend avec les jeunes X-Mens à l'inauguration du musée de l'Histoire mutante à San Francisco, dans le but de redorer l'image publique de la mutanité.
Les X-Men se font attaquer par le Hellfire Club lors de l'inauguration. Les mutants Emma Frost, Namor, Magneto, Iceberg et Colossus sont capturés. Il ne reste alors plus qu'Oya une mutante de 14 ans. Cyclope lui dit de faire ce qu'elle a à faire pour sauver les prisonniers, tandis que Wolverine lui préconise de partir. Elle écoute finalement Cyclope et tue plusieurs gardes du Hellfire Club. Ceci énerve d'autant plus Wolverine qui n'apprécie pas que Cyclope n'est pas dissuadé Oya de tuer les gardes.
Profitant du fait que beaucoup de X-Men sont en missions pour lutter contre les Sentinelles autour de la Terre, le Hellfire Club lance une Sentinelle géante contre l'île d'Utopia. Cyclope demande alors aux jeunes X-Men (dont Hope Summers, sa fille) de participer à la défense de l'île. Wolverine est lui fermement opposer à l'idée de faire combattre des enfants contre une telle menace. S'ensuit alors un combat entre les deux où Wolverine semble sortir vainqueur.
Mais l'approche de la Sentinelle les force à arrêter le combat. Finalement Hope et les jeunes X-Men rejoignent la lutte contre la Sentinelle en l'équipe réussit à la battre. Les tensions entre Cyclope et Wolverine ayant atteint leur paroxysme, ce dernier décide de quitter Utopia et enjoint qui-le-veut à le suivre. Les deux vont alors recruter des membres de leur équipe, celle de Cyclope restant sur Utopia tandis que celle de Wolverine retournera à l'École Xavier pour jeunes surdoués.

## Séries autour de l'évènement

### Prologue
X-Men: Prelude to Schism (4 numéros),.

### Série principale
X-Men: Schism (5 numéros),.

### Tie-ins
Generation Hope (3 numéros : 10, 11 et 12),.

### Epilogue
X-Men: Regenesis (one-shot).

## Publications

### En V.F. (chez Panini Comics)
| Titre          | Collection    | Numéros inclus                                                          | Date de publication | ISBN          |
| -------------- | ------------- | ----------------------------------------------------------------------- | ------------------- | ------------- |
| Schism         | Marvel Deluxe | Prelude to Schism nos 1-4, X-Men: Schism nos 1-5, X-Men: Regenesis no 1 | 05/11/2014          | 978-809443967 |
| X-Men : Schism | Marvel Events | Prelude to Schism nos 1-4, X-Men: Schism nos 1-5, X-Men: Regenesis no 1 | 11/09/2019          | 978-809475623 |

### En V.O.
| Title                    | Material collected                      | Published date | ISBN           |
| ------------------------ | --------------------------------------- | -------------- | -------------- |
| X-Men: Prelude to Schism | X-Men: Prelude to Schism #1-4           | September 2011 | 978-0785156895 |
| X-Men: Schism            | X-Men: Schism #1-5, X-Men: Regenesis #1 | July 2012      | 978-0785156888 |
| Generation Hope: Schism  | Generation Hope #6-12                   | January 2012   | 978-0785152422 |